# نکو
نکو (پرتغالی: Neco; ۷ مارس ۱۸۹۵ – ۳۱ مهٔ ۱۹۷۷) بازیکن فوتبال در پست هافبک، مهاجم اهل برزیل بود.

## باشگاهی
از باشگاه‌هایی که در آن بازی کرده‌است می‌توان به باشگاه فوتبال کورینتیانس اشاره کرد.

## تیم ملی
وی همچنین در تیم ملی فوتبال برزیل بازی کرده‌است.

## آمارها

### بازیکن
باشگاه‌ها:
- ۱۹۱۷–۱۹۲۲: تیم ملی فوتبال برزیل (۱۴ بازی / ۹ گل / تنها بین‌المللی رسمی)
- ۱۹۱۳–۱۹۱۴: باشگاه فوتبال کورینتیانس
- ۱۹۱۵: AA Mackenzie College
- ۱۹۱۶–۱۹۳۰: باشگاه فوتبال کورینتیانس

افتخارات:
- کوپا آمریکا: جام ملت‌های آمریکای جنوبی ۱۹۱۹, جام ملت‌های آمریکای جنوبی ۱۹۲۲
- Campeonato Paulista: ۱۹۱۴, ۱۹۱۶, ۱۹۲۲, ۱۹۲۳, ۱۹۲۴, ۱۹۲۸, ۱۹۳۰

گلزن برتر:
- کوپا آمریکا: جام ملت‌های آمریکای جنوبی ۱۹۱۹ (۴ گل)
- Campeonato Paulista: ۱۹۱۴ (۱۲ گل)
- Campeonato Paulista: ۱۹۲۰ (۲۴ گل)

### مربی
باشگاهی:
- باشگاه فوتبال کورینتیانس: ۱۹۲۰, ۱۹۲۷, ۱۹۳۷–۳۸

افتخارات:
- Campeonato Paulista: ۱۹۳۷